# Deron Cherry
(en) Statistiques sur pro-football-reference
Deron Leigh Cherry, né le 12 septembre 1959 dans le New Jersey, est un joueur américain de football américain.
Ce safety a joué en National Football League (NFL) pour les Chiefs de Kansas City de 1981 à 1991.